# IRCnet
IRCnet (krajše za IRC network) je eno izmed največjih IRC omrežji. Trenutno ima več kot 100 tisoč uporabnikov.
Ustanovljen je bil kot evropska odcepitev od omrežja EFnet v juliju 1996, po nesoglasju pri predpisu o številu sistemskih operaterjev (t. i. IRC op-i). Evropejci so ustvarili osnovo, ki je predpisovala pravila kaj lahko in ne morejo storiti sistemski operaterji, vendar so se mnenja, predvsem iz ameriške strani, nasprotovala.
Govorice pravijo, da bi se naj IRCnet ustanovil, ko je glavno ameriško vozlišče nenapovedano odklopilo povezavo do evropskih strežnikov. Posledica je bila ustanovitev novega IRC omrežja, neodvisnega od ameriških, kamor so se priključili vsi bivši evropejski in kasneje še japonski in avstralski EFnet strežniki.
Ime omrežja je bilo najprej European EFnet (evropejski EFnet), a se je kasneje preimenoval v IRCnet oz. IRC network (omrežje IRC) predvsem zaradi neevropskih strežnikov, popolne neodvisnosti in razlike v pravilih in sestavi. Prvi strežnik v IRCnet omrežju je bil finski tolsun.oulu.fi, prvi slovenski pa irc.arnes.si.